# Янь Хуей
Не плутати із митцем 颜辉, 13 ст. - Yan Hui (painter).
Янь Хуей 顏回 (Yán Huí, ввічливе ім'я Цзи Юань 子淵, 521-490 до н.е.) - улюблений учень Конфуція  (551-479 до н.е.). 
Як і Конфуцій, народився у царстві Лу. Був молодший за вчителя на 30 років та навчався в нього зрання. У 29 років почав сивіти та у 32 помер, до величезної скорботи вчителя.
Похований у Цюйфу. Із часом його могила була оточена сотнями могил його нащадків.

## Янь Хуей у «Аналектах»
- 5:9 наводить висловлювання, згідно з яким Янь Хуей найкращий з учнів Конфуція, і навіть перевершує самого майстра.[1]
- 6:7 子曰：「回也，其心三月不違仁，其餘則日月至焉而已矣。」

## Пам'ять
Згадку розмов Яня із Конфуцієм маємо у Чжуан-цзи (4-3 ст. до н.е., глави 人間世, 大宗師, 天運, 至樂, 山木). Поза цим, Чжуан-цзи надає переклад діалогу Яня із невідомим міським діячем за ім'ям Ши Цзін 師金, промова якого містить критицизм конфуціанства із даоістської точки зору.
За часів династії Хань Янь Хуей отримав звання "першого серед 72-х Видатних" [учнів Конфуція].
У Цюйфу, біля північної брами, існує храм, присвячений Янь Хуеєві (Temple of Yan Hui). Він містить 148 архітектурних та скульптурних пам'ятки, а також 369 коштовних старовинних дерев. Ще один комплекс (храм та кладовище нащадків) існує у повіті Нін'ян 宁阳, місто Тайань, Шаньдун (zh:宁阳颜子庙).